# 3692 Rickman
3692 Rickman è un asteroide della fascia principale. Scoperto nel 1982, presenta un'orbita caratterizzata da un semiasse maggiore pari a 2,7257533 UA e da un'eccentricità di 0,1463450, inclinata di 11,37367° rispetto all'eclittica.